# Ropharma
Ropharma Brașov (fostă IassyFarm Iași) este o companie distribuitoare de produse farmaceutice din România.
În septembrie 2007, și-a schimbat numele din IassyFarm Iași în Ropharma iar sediul social a fost mutat la Brașov.
În anul 2008, Ropharma a fuzionat firmele Farmaceutica Aesculap, Medica Bacău și Global Pharmaceuticals Brașov.
În urma fuziunii, Ropharma a ajuns să dețină un număr de 94 de farmacii.
Compania este deținută de Add Pharmaceuticals Ltd din Cipru, care controlează 75,3% din totalul acțiunilor.
Acțiunile companiei sunt cotate, începând cu data de 24.11.2010, la categoria I a BVB sub simboul RPH.
Proprietarul companiei este omul de afaceri Mihai Miron, care a deținut și compania farmaceutică Europharm.
În ianuarie 2013, firma deținea peste 125 de farmacii.
Cifra de afaceri:
- 2008: 82,3 milioane lei (22,3 milioane euro)[3]
- 2007: 61,2 milioane lei[3]